# Коллепардо
Коллепардо (итал. Collepardo) — коммуна в Италии, располагается в регионе Лацио, в провинции Фрозиноне.
Население составляет 975 человек (2008 г.), плотность населения составляет 39 чел./км². Занимает площадь 25 км². Почтовый индекс — 3010. Телефонный код — 0775.
Покровителем коммуны почитается Христос-Спаситель, празднование 6 августа.

## Демография
Динамика населения:

## Администрация коммуны
- Официальный сайт: http://www.collepardo.it/